# 吉希拉

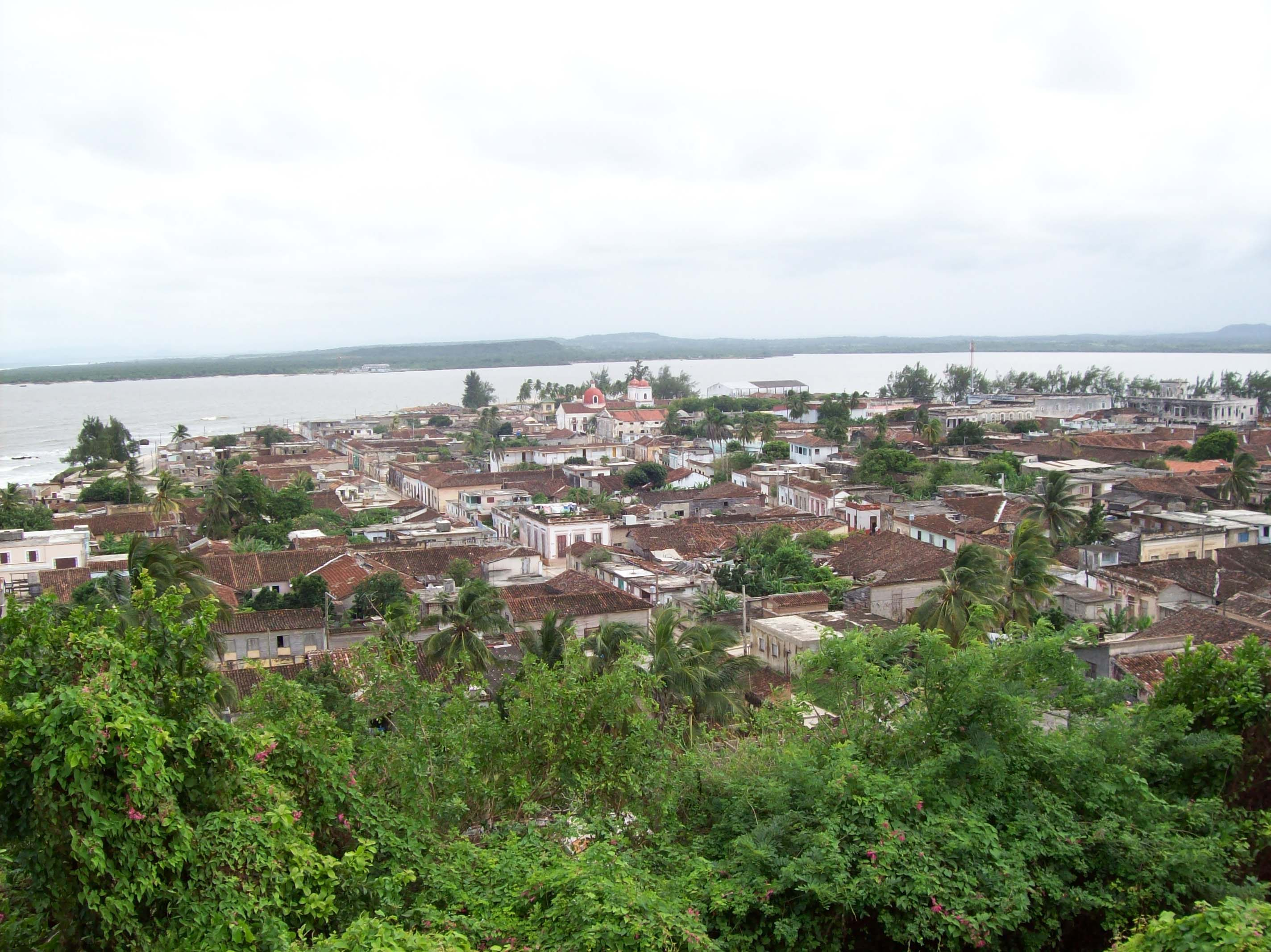
Gibara Monumento Nacional

希瓦拉是古巴的城鎮，属奧爾金省，面積630平方公里，海拔高度45米，根據2004年普查人口總數為72,810人，人口密度為每平方公里115.6人。